# 上海东方体育中心
31°9′34.44″N 121°28′22.33″E / 31.1595667°N 121.4728694°E
上海东方体育中心，现由浦发银行冠名而更名为浦发银行东方体育中心，是上海位于浦东新区的一个以水上项目为主的综合性体育场馆（亦可进行体操、篮球、冰球、花樣滑冰、短道速滑等项目），位于黄浦江东、川杨河南、济阳路西以及规划路北侧，轨道交通三线换乘枢纽东方体育中心站附近。中心总建筑面积16.38万平方米，共包括一座1.5万人的主体育馆，5千人的游泳馆，5千人的室外跳水池和2千个车位的停车场，总投资17.82亿元人民币。该体育中心由德国冯·格康，玛格及合伙人建筑师事务所设计，设计了一个连接到黄浦江的人工湖。该项目于2008年12月30日动工，已于2010年12月28日竣工，该场馆建成后为2011年世界游泳锦标赛服务。此外，东方体育中心还在2012年和2014年成为了世界短道速滑锦标赛和跳水世界杯的举办地。2022至2023年，浦发银行冠名东方体育中心。

## 交通
- 公交：84、174、986、986（区间）
- 轨道交通：东方体育中心站：  上海轨道交通6号线、  上海轨道交通8号线、  上海轨道交通11号线

## 文艺演出
| 时间                                               | 演出                                                |
| -------------------------------------------------- | --------------------------------------------------- |
| 2019年1月19日                                      | 谭咏麟银河岁月40载巡回演唱会                        |
| 2019年6月29日                                      | Heart Attack 林峯演唱會                             |
| 2019年7月20日                                      | 王心凌CYNDILOVES2SING爱·心凌巡回演唱会              |
| 2019年11月9日                                      | 李克勤三十周年演唱会                                |
| 2019年12月22日                                     | 易烊千玺2019玊尔演唱会                              |
| 2023年6月3-4日                                     | 张信哲『未来式2.0』巡回演唱会                       |
| 2023年7月29-30日                                   | 钟汉良2023「O」主题巡回演唱会                       |
| 2023年9月8-10日                                    | 任贤齐“齐迹·在路上”演唱会                           |
| 2023年9月16-17日                                   | 汪苏泷2023“世纪派对”巡回演唱会                      |
| 2023年10月28日                                     | 林子祥五十坚演唱会                                  |
| 2023年11月11日                                     | 周笔畅“女大十八变”巡回演唱会                        |
| 2023年12月9-10日                                   | 王嘉尔“迈之克曼”巡回演唱会                          |
| 2023年12月15-16日                                  | 周华健 [少年侠客]巡回演唱会                         |
| 2024年2月23-25日、3月1-3日、3月15-17日、3月22-24日 | 张学友60+巡回演唱会                                 |
| 2024年5月18-19日                                   | 林宥嘉 idol 2024 世界巡回演唱会                     |
| 2024年6月1日                                       | 赵传《给所有知道我名字的人》巡回演唱会              |
| 2024年6月15日                                      | 周柏豪「奔赴」世界巡回演唱会                        |
| 2024年6月21-23日                                   | 楊千嬅MY TREE OF LIVE世界巡迴演唱會                 |
| 2024年6月30日                                      | 张碧晨「今儿个开心」十周年限定巡回演唱会            |
| 2024年7月6日                                       | 蔡健雅“Let’s Depart！给世界最悠长的吻”巡回演唱会    |
| 2024年7月13日                                      | Twins SPIRIT Since 2001 Live                        |
| 2024年7月20日                                      | 郁可唯《终身浪漫的开始》2024巡回演唱会              |
| 2024年8月3日                                       | 萧敬腾 野生巡回演唱会                               |
| 2024年8月17-18日                                   | 张艺兴大航海4▪STEP巡回演唱会                        |
| 2024年8月31日                                      | 李克勤「弦续」演唱会                                |
| 2024年9月14日                                      | 许茹芸“适合相爱的时辰”巡回演唱会                    |
| 2024年10月11-13日、10月18-20日、10月25-27日        | 张学友60+巡回演唱会                                 |
| 2024年11月29-30日、12月1日                         | 周华健 [少年俠客]巡回演唱会                         |
| 2024年12月21日                                     | 杜德伟“起来2.0”世界巡回演唱会                       |
| 2024年12月28日                                     | 陈立农「青春为名」巡回演唱会                        |
| 2025年5月31日-6月1日                               | 陳小春生·旦·淨·末·丑巡迴演唱會                      |
| 2025年7月19日                                      | 衛蘭 OUT OF FRAME 世界巡迴演唱會                    |
| 2025年7月26日                                      | The Fabulous 40 Priscilla 陳慧嫻演唱會              |
| 2025年8月23日                                      | Poppin'Party Global LIVE 2025 「Shiny High-Five!!」 |